# Жаварі
Жаварі (порт. Rio Javari, ісп. Rio Yavari) — річка у центральній частині Південної Америки на сході Перу та в північно-західній Бразилії; права притока Амазонки. Належить до водного басейну Атлантичного океану.

## Географія
Річка починає свій витік в перуанських Андах (Ла-Монтанья), після чого на всьому протязі русла, крім верхів'я, служить кордоном між Бразилією (штат Амазонас) та Перу (регіон Лорето).
Жаварі, у верхній течії тече в північно-західному, а в середній і нижній — у північно-східному напрямках. Впадає у річку Амазонку з правого берега поблизу міста Бенжамін-Констант трьома рукавами, які були утворені двома островами: Ісландія та Петрополіс. Річка має довжину 1 180 км (за іншими даними — 1056) км. Середньорічна витрата води у гирлі становить 4 260 м³/с.
Річка судноплавна протягом 500 км від гирла, і понад 500 км — у дощовий сезон, в період із січня по травень. Живлення дощове, повінь відбувається в період з грудня по квітень.

## Притоки
Річка Жаварі на своєму шляху приймає воду великої кількості приток, найбільші із них:
- Гелвез (ліва притока)
- Жаварі-Мірім (ліва)
- Курука (права, довжина 530 км)
- Ітуї (права, 480 км, стік 798 м³/с)

## Гідрологія
Спостереження за водним режимом річки проводилось протягом 14 років (1980–1993) на гідрометричній станції Естірао-де-Репоусо, в бразильському штаті Амазонас. Станція розташована за тридцять кілометрах на південь від невеликого перуанського міста Чимботе і за 100 км від гирла, впадіння самої Жаварі в Амазонку. Середньорічна витрата води яка спостерігалася тут у цей період становила 2 463 м³/с для водного басейну 58 107 км², що становить приблизно 65 % від загальної площі водозбору річки. Спостереження, зроблені на цій станції не включають великі потоки води річки Ітуї, яка впадає за 20 км від гирла Жаварі. За період спостереження, мінімальний щомісячний стік становив 177 м³/с (вересень), мінімальний середньомісячний — 742 м³/с (серпень), в той час як максимальний — склав 4 740 м³/с (лютий), максимальний середньомісячний — 3 852 м³/с (травень).
На графіку приведено показники середньомісячної витрати води річки Жаварі за 14 років спостереження (1980–1993) на гідрометричній станції Естірао-де-Репоусо, м³/с:

## На річці
13 серпня 1930 року, в районі цієї річки на території Бразилії, за 240 км від міст Есперанса і Аталая-ду-Норті, відбулася подія, яка згодом була названа Бразильською Тунгускою, — падіння великого метеориту. Сила вибуху при цьому, була прирівняна до вибуху майже 1 мегатонни тринітротолуолу.